# Haplopappus glutinosus
Haplopappus glutinosus és una espècie de planta fanerògama que pertany a la familia de les asteràcies (Asteraceae).

## Descripció
Haplopappus glutinosus és un subarbust nan, amb nombroses tiges llenyoses rastreres o ascendents, densament fulloses, que formen mates hemisfèriques de 5 a 15 cm d'alçada, de vegades poden formar mates de fins a 35 cm. Les fulles fan entre 10 a 35 x 4 a 10 mm, oblanceolades, profundament llobades o pinnatisectes, amb segments lineals curts i aguts, glabres a les dues cares. Els capítols són solitaris als àpexs de fuites de 4 a 15 cm de longitud. L'involucre és hemisfèric, de 9 a 11 mm d'alçada x 10 a 12 mm de diàmetre. Les bràctees són involucrals lineals disposades en diverses sèries. Les flors són grogues, les de la vora són ligulades, d'uns 10 mm de llargada i les del disc tubuloses. El fruit té aquenis serici-vellut, amb borrissol groguenc. Floreix a l'estiu.

## Distribució i hàbitat
Haplopappus glutinosus es distribueix a les províncies argentines de Neuquén, Río Negro i Chubut i a les regions xilenes de Valparaíso, O'Higgins, Maule, Biobío, Araucania, Los Ríos, Los Lagos i Aysén.
Generalment, en el seu hàbitat creix en esquerdes en elevacions assolellades i rocoses, a l'estepa i alta muntanya, a l'Argentina, i a Xile creix en sòls sorrencs, vessants secs i sota arbustos, des de la costa fins a 2.000 msnm.

## Taxonomia
Haplopappus glutinosus va ser descrita per Cass. i publicat a Dictionnaire des Sciences Naturelles, ed. 2, 56: 169, a l'any 1828.
Etimologia.
THaplopappus: nom genèric que deriva de les paraules gregues: kaploos, que significa "simple", i pappos, que significa "plomissol o borrissol", en referència a l'anell únic del borrissol.
glutinosus: epítet llatí que significa "glutinós", "enganxós" que fa referència a aquesta característica de les seves fulles.
Sinonímia
- Aster senebierifolius	Kuntze	Revis. Gen. Pl. 3[3]: 131 (1898)
- Haplopappus glutinosus f. patagonicus (Phil.) Cabrera	Fl. Patagonica 7: 57 (1971)
- Haplopappus paucidentatus	Phil. Anales Univ. Chile 43: 492 (1873)
- Haplopappus patagonicus Phil.	Linnaea 28: 726 (1856)
- Haplopappus glutinosus var. glutinosus
- Haplopappus arbutoides var. arbutoides
- Aster glabratus Kuntze	Revis. Gen. Pl. 1: 318 (1891)
- Haplopappus australis	Phil. Anales Univ. Chile 87: 598 (1894)
- Haplopappus glabratus	Phil. Linnaea 28: 727. 1858
- Haplopappus arbutoides J.Rémy	Fl. Chil. 4: 53 (1849)
- Diplopappus glutinosus Poepp. ex Less. Linnaea 6: 113 (1831)
- Haplopappus coronopifolius	DC.	Prodr. 5: 347 (1836)
- Haplopappus arbutoides var. glabratus (Phil.) Reiche Anales Univ. Chile 109: 64. 1901 Reiche, Flora de Chile, 3: 314. 1902
- Haplopappus coronopifolius var. laxus Phil. Linnaea 33: 140 (1864)
- Haplopappus coronopifolius var. coronopifolius
- Haplopappus glutinosus f. glutinosus
- Aster patagoniensis	Kuntze	Revis. Gen. Pl. 1: 318 (1891)
- Aster oligodontus Kuntze	Revis. Gen. Pl. 1: 316 (1891)
- Aster arbutoides(J.Rémy) Kuntze	Revis. Gen. Pl. 1: 317 (1891)
- Diplopappus coronopifolius Less.	Linnaea 6: 112 (1831)
- Aster bustillosianus (J.Rémy) Kuntze	Revis. Gen. Pl. 1: 317 (1891)[5]